# Kirchberg an der Jagst
Kirchberg an der Jagst ist eine Landstadt im Landkreis Schwäbisch Hall im fränkisch geprägten Nordosten Baden-Württembergs.

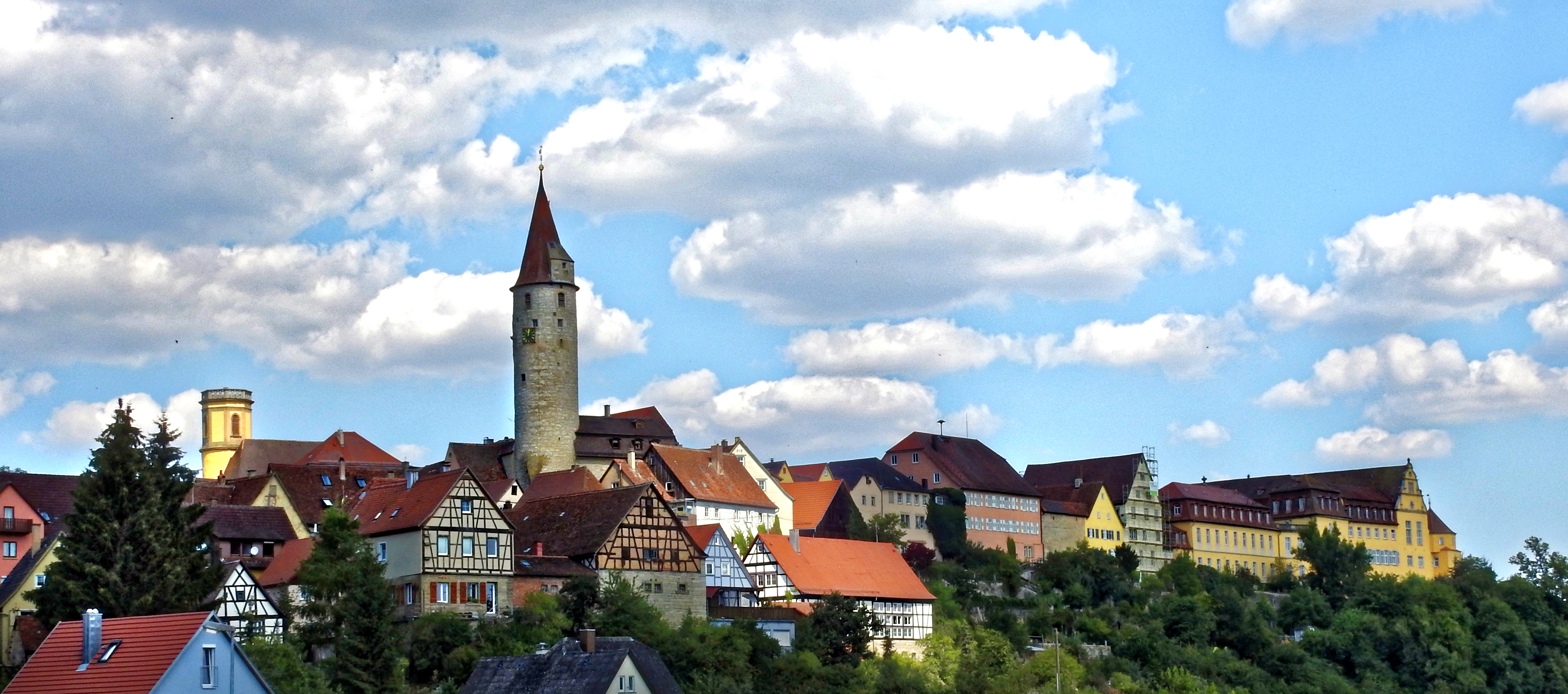
Silhouette von Kirchberg.

## Geographie

### Geographische Lage
Das Stadtgebiet von Kirchberg liegt mit etwas Übergewicht der linken Seite beidseits der mittleren Jagst, deren steil eingegrabenes Muschelkalk-Mäandertal es in westnordwestlicher Richtung durchzieht. Die weiten, etwas welligen Hochflächen über dem Flusstal, überwiegend in der freien Flur liegend und landwirtschaftlich stark genutzt, sind Teil der Hohenloher Ebene, auf der linken Talseite speziell der Haller Ebene. Bis auf einen kleinen Teil ganz im Süden, dessen Niederschläge über die Schmerach und die Bühler zum Kocher abfließen, werden sie über die kleineren Nebenbäche der Jagst vom Lobenhausener Grundbach bis zum unterhalb von Diembot mündenden Scherrbach entwässert, welche im Unterlauf durch steil eingeschnittene Seitenklingen zum Flussniveau abfallen. (Siehe Liste der Zuflüsse der Jagst) Der höchste Punkt auf der Stadtgemarkung liegt an deren östlicher Grenze zur Gemeinde Satteldorf in einem Waldgebiet auf etwas über 472 m ü. NHN, überwiegend liegen die Hochflächen jedoch zwischen 400 und 450 m ü. NHN. Die Jagst in ihrem Trogtal fließt auf 358 m ü. NHN in die Gemarkung ein und auf unter 317 m ü. NHN wieder aus.
Der ummauerte Siedlungskern des namengebenden Städtchen Kirchberg liegt auf einem von der angrenzenden Hochebene durch einen flachen Sattel abgetrennten Nordnordostsporn über dem Jagsttal, zwischen einer aufgelassenen südlichen Talschlinge der Jagst talaufwärts im Osten und einer südlichen Flussschlinge im Westen. Zu Füßen des Schlosses auf der Spornspitze steht an einem alten Flussübergang die Brücke über die Jagst, beidseits in der Aue gibt es ebenfalls etwas an älterer Bebauung. Eine neuzeitliche Stadterweiterung nimmt vor Mauer und Tor den genannten Sattel ein, das jüngste Stadtviertel aus der Nachkriegszeit erstreckt sich auf den Anstieg zur im Süden anschließenden Hochebene und übertrifft nach Fläche die älteren.

### Nachbargemeinden
Im Südwesten und Westen grenzt an die Kirchberger Gemarkung die Ilshofener, im Nordwesten kurz die Gerabronner, im ganzen Norden die von Rot am See. Wallhausen ist kurz im Osten Nachbar, Satteldorf und danach Crailsheim sind es länger im Südosten.

### Stadtgliederung
Kirchberg an der Jagst ist in die Stadtteile Gaggstatt, Hornberg, Kirchberg an der Jagst und Lendsiedel gegliedert, nach den früher selbstständigen Gemeinden gleichen Namens. Zur Stadt gehören neben Kirchberg an der Jagst selbst 14 weitere Dörfer, Weiler, Höfe und Häuser. Die offizielle Bezeichnung der Stadtteile erfolgt durch vorangestellten Namen der Stadt und, durch Bindestrich getrennt nachgestellt, dem Namen der Stadtteile.
| Wappen unbekannt              | - Zum Stadtteil Gaggstatt gehören das Dorf Gaggstatt, die Weiler Lobenhausen und Mistlau und das Haus Schöneck und gehörten die abgegangenen Ortschaften Burgstall, Hetzelhof und Odi(li)sweiler. | Die evangelische Kirche Gaggstatt                   |
| Wappen unbekannt              | - Zum Stadtteil Hornberg gehören das Dorf Hornberg mit Schloss Hornberg und das Gehöft Hammerschmiede. | Hornberg (rechts) mit Schloss Hornberg (2015)       |
| Wappen Kirchberg an der Jagst | - Zum Stadtteil Kirchberg an der Jagst gehört die Stadt Kirchberg an der Jagst sowie die abgegangenen Ortschaften Altenberg (Altenburg, Sophienburg), Burg Hohenaltenberg, und Burg Sulz. | Kirchberg, Altstadtimpression beim Stadtturm (2015) |
| Wappen Lendsiedel             | - Zum Stadtteil Lendsiedel gehören das Dorf Lendsiedel, die Weiler Diembot, Dörrmenz, Eichenau, Herboldshausen, Kleinallmerspann, Weckelweiler und das Gehöft Sommerhof und gehörten die abgegangenen Ortschaften Aspach, Gaishof, Gemichshausen und Teppershof. Gleich westlich von Herboldshausen liegt am Zusammenfluss zweier Quelläste des Herboldshauser Baches die Wüstung eines ehemaligen Wasserschlosses. | Lendsiedel von Kirchberg aus gesehen (2020)         |

Die Stadtteile sind gleichzeitig Wohnbezirke und, ausgenommen den Stadtteil Kirchberg an der Jagst, Ortschaften im Sinne der baden-württembergischen Gemeindeordnung mit jeweils eigenem Ortschaftsrat und Ortsvorsteher. Für die Wahl der Ortschaftsräte werden die Ortschaften ebenfalls in einen oder mehrere Wohnbezirke unterteilt, auf die die Unechte Teilortswahl entsprechend angewendet wird.
- Die Ortschaft Gaggstatt besteht aus den Wohnbezirken Gaggstatt, Lobenhausen und Mistlau.
- Die Ortschaft Hornberg besteht aus dem Wohnbezirk Hornberg.
- Die Ortschaft Lendsiedel besteht aus den Wohnbezirken Lendsiedel, Dörrmenz, Weckelweiler, Diembot, Eichenau, Kleinallmerspann und Herboldshausen.[11]

### Flächenaufteilung
Nach Daten des Statistischen Landesamtes, Stand 2014.

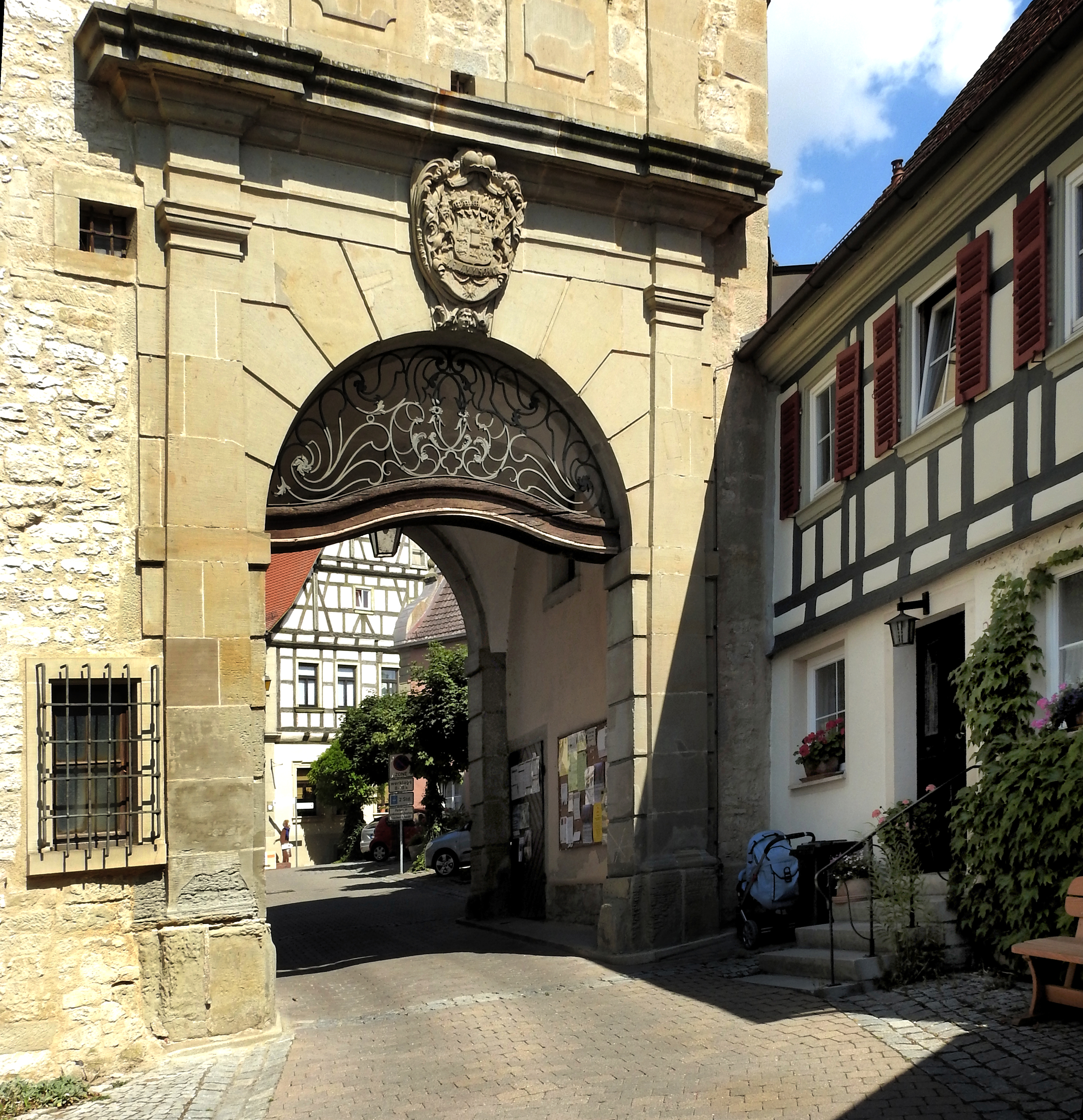
Das Stadttor von Kirchberg.

### Schutzgebiete
In Kirchberg befindet sich ein Teil des Naturschutzgebiets Jagsttal mit Seitentälern zwischen Crailsheim und Kirchberg sowie der Schonwald Streitwald. 
Das Jagsttal ist auf dem Stadtgebiet Teil der beiden Landschaftsschutzgebiete Mittleres Jagsttal mit Nebentälern und angrenzenden Gebieten und Jagsttal mit Seitentälern zwischen Crailsheim und Kirchberg sowie des FFH-Gebiets Jagst bei Kirchberg und Brettach, die Jagst selbst gehört zum Vogelschutzgebiet Jagst mit Seitentälern.

## Geschichte

### Frühe Geschichte
Kirchberg liegt auf einem Bergsporn über einem alten Jagstübergang auf halbem Wege zwischen den Reichsstädten Schwäbisch Hall und Rothenburg. Ursprünglich gab es hier nur eine Furt, seit 1779 überspannt eine Steinbogenbrücke mit Erkern in fünf Jochen den Fluss. Zur Sicherung der bedeutsamen Trasse wurde die Höhenburg Kirchberg errichtet und jenseits der Jagst die Burg Sulz, die im Bauernkrieg 1525 zerstört wurde. Im Jahr 1373 gab Kaiser Karl IV. in einer Urkunde dem Grafen Kraft IV. zu Hohenlohe die Erlaubnis, vor seiner Burg Kirchberg an der Jagst eine Stadt zu bauen und sie zu befestigen. Von 1398 bis 1562 war Kirchberg nach Verpfändung und Verkauf im Besitz der drei Reichsstädte Rothenburg ob der Tauber, Dinkelsbühl und Schwäbisch Hall. 1562 kaufte das Haus Hohenlohe Kirchberg zurück. In den Jahren 1590 bis 1597 wurde die mittelalterliche Burg zum Schloss Kirchberg umgebaut. Von 1650 bis 1675 und wieder von 1701 bis 1861 war Kirchberg Residenz einer nach dem Namen der Stadt benannten Linie des Hauses Hohenlohe, welche 1764 mit Graf Karl August zu Hohenlohe-Kirchberg von Kaiser Franz I. Stephan in den Reichsfürstenstand erhoben wurde. Kirchberg als Teil der Hohenloher Herrschaft und ihres Landes lag zwischen 1495 und 1806 im Fränkischen Reichskreis. Das Fürstentum Hohenlohe-Kirchberg wurde 1806 während der Herrschaft von Fürst Christian Friedrich Karl mediatisiert und die Residenzstadt in der Rheinbundakte zunächst dem Königreich Bayern zugeschlagen.

### Württembergische Zeit von 1810 bis 1945
Auf Grund des Grenzvertrags von 1810 wurde Kirchberg schließlich dem Königreich Württemberg angegliedert. Die Stadt blieb weiterhin die Residenz des nun standesherrlichen Fürstenhauses. 1861 starb die Linie Hohenlohe-Kirchberg mit dem letzten Fürsten Karl Friedrich Ludwig aus.
Verwaltungstechnisch gehörte Kirchberg seit 1811 zum württembergischen Oberamt Gerabronn.
Beim Ausbau des Eisenbahnnetzes durch die Württembergischen Staatsbahnen bekam Kirchberg keinen Anschluss, was zu einer Stagnation führte. Zwischen 1871 und 1925 fiel die Einwohnerzahl sogar von 1167 auf 1000.
Bei der Verwaltungsreform während der NS-Zeit in Württemberg gelangte Kirchberg 1938 zum Landkreis Crailsheim.
In Mistlau befand sich in den späten 1930er Jahren die Lagerschule 6 des Reichsarbeitsdienstes.

### Nachkriegszeit
Von 1945 bis 1952 gehörte Kirchberg zum Land Württemberg-Baden in der Amerikanischen Besatzungszone.
Am 1. März 1972 wurden die bis dahin selbstständigen Gemeinden Gaggstatt und Hornberg nach Kirchberg an der Jagst eingemeindet. 1973 erfolgte die Kreisreform in Baden-Württemberg, bei der Kirchberg zum Landkreis Schwäbisch Hall kam. Die heutige Stadt entstand am 1. Januar 1975 durch die Vereinigung der Stadt Kirchberg an der Jagst mit der Gemeinde Lendsiedel.
Am 10. Mai 1983 stürzte im Ortsteil Hornberg ein US-Kampfflugzeug vom Typ F-16A der Hahn Air Base im Tiefflug ab und zerstörte dabei ein Feuerwehrhaus und den Keller eines zweistöckigen Wohnhauses. Der Pilot kam dabei ums Leben.

Stadtansichten 1945
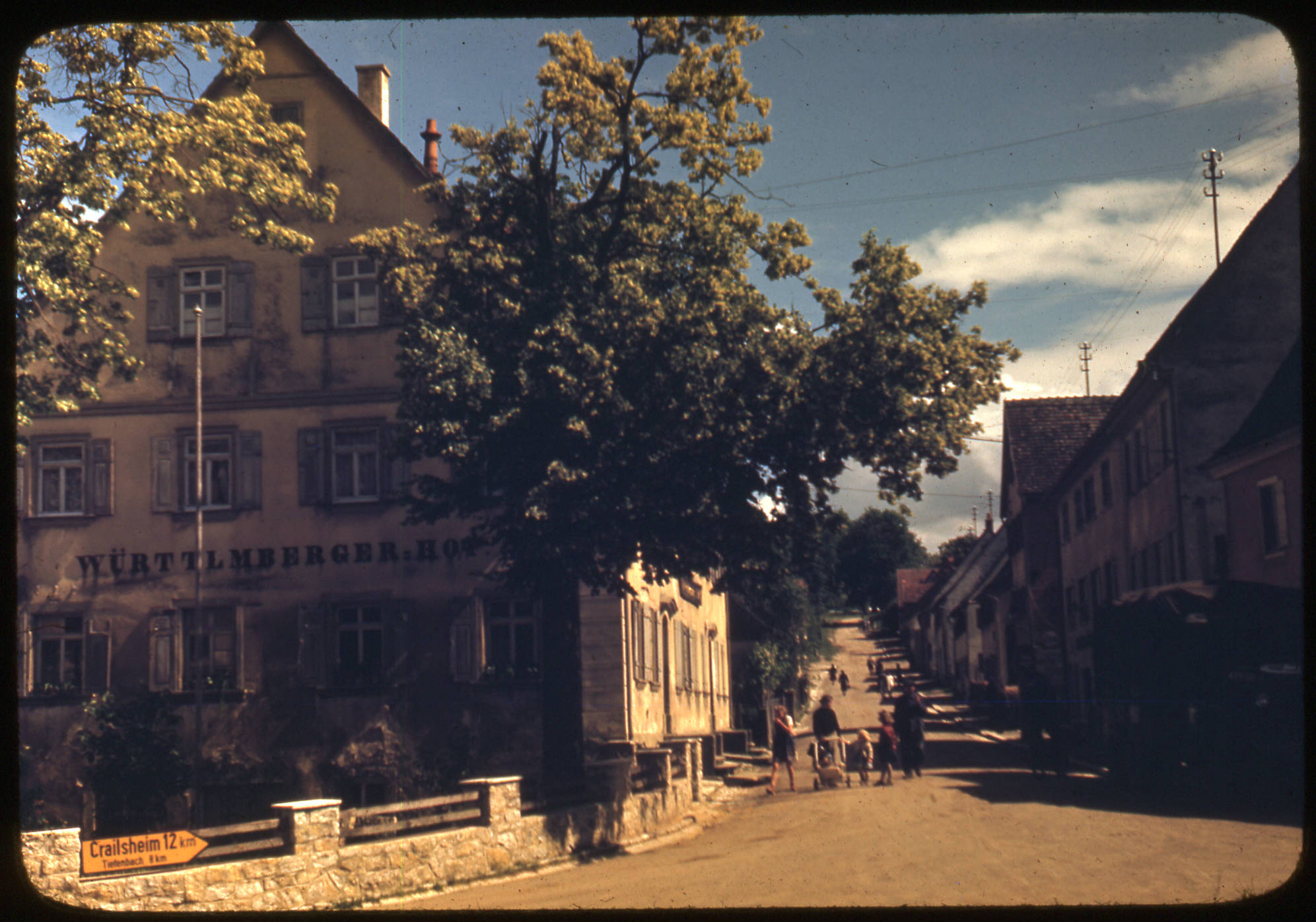
Württemberger Hof
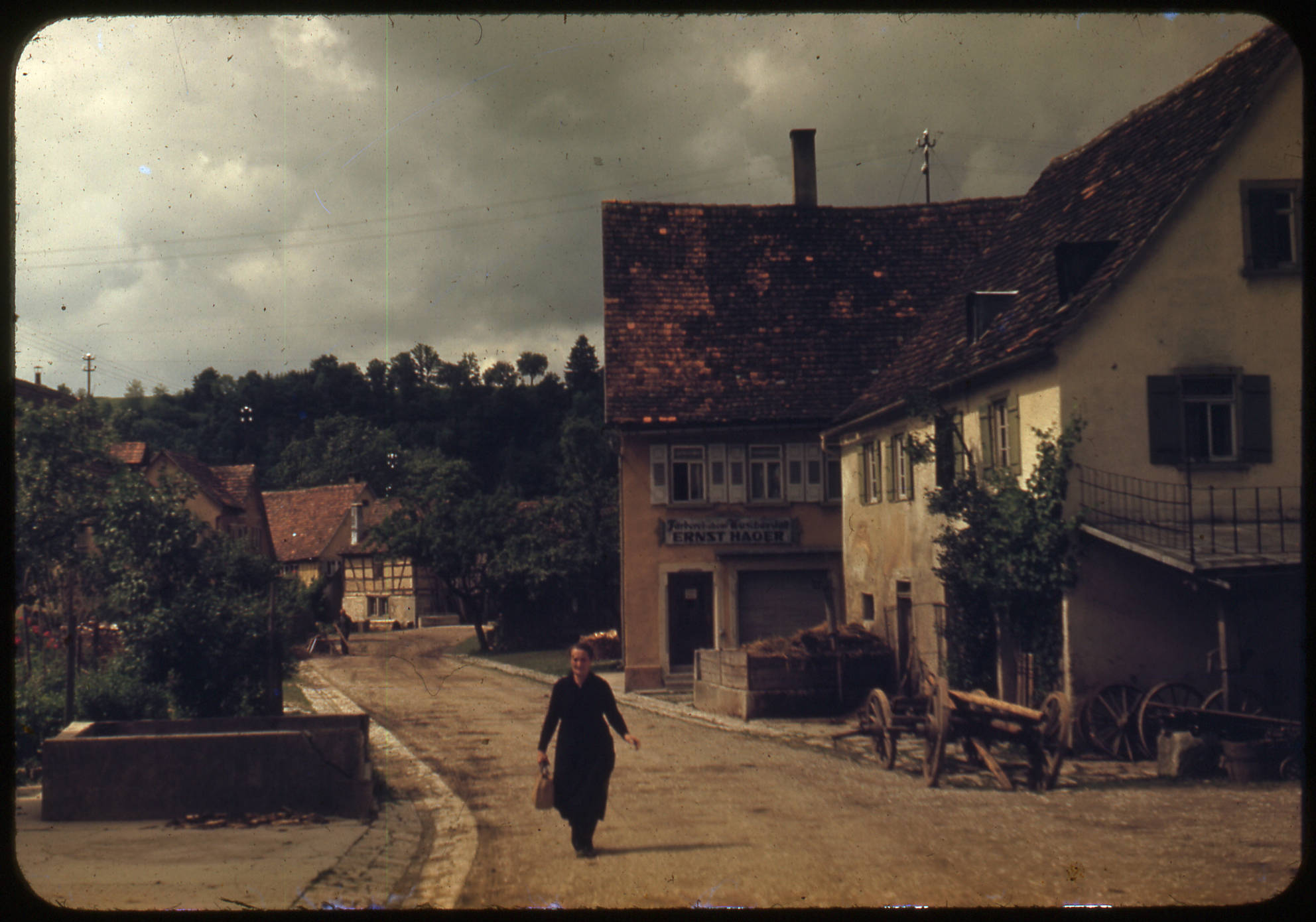
Straßenansicht
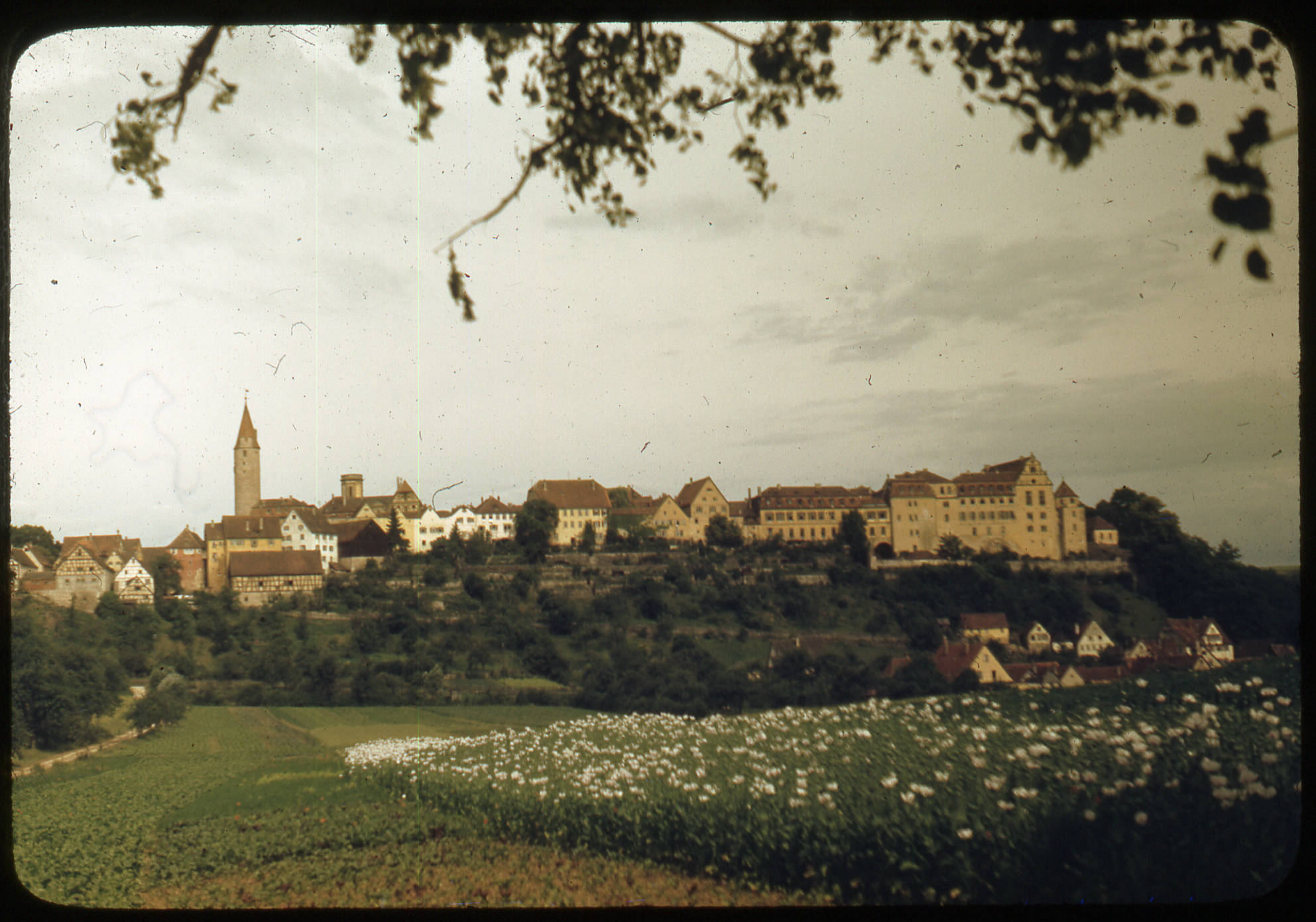
Schloss Kirchberg
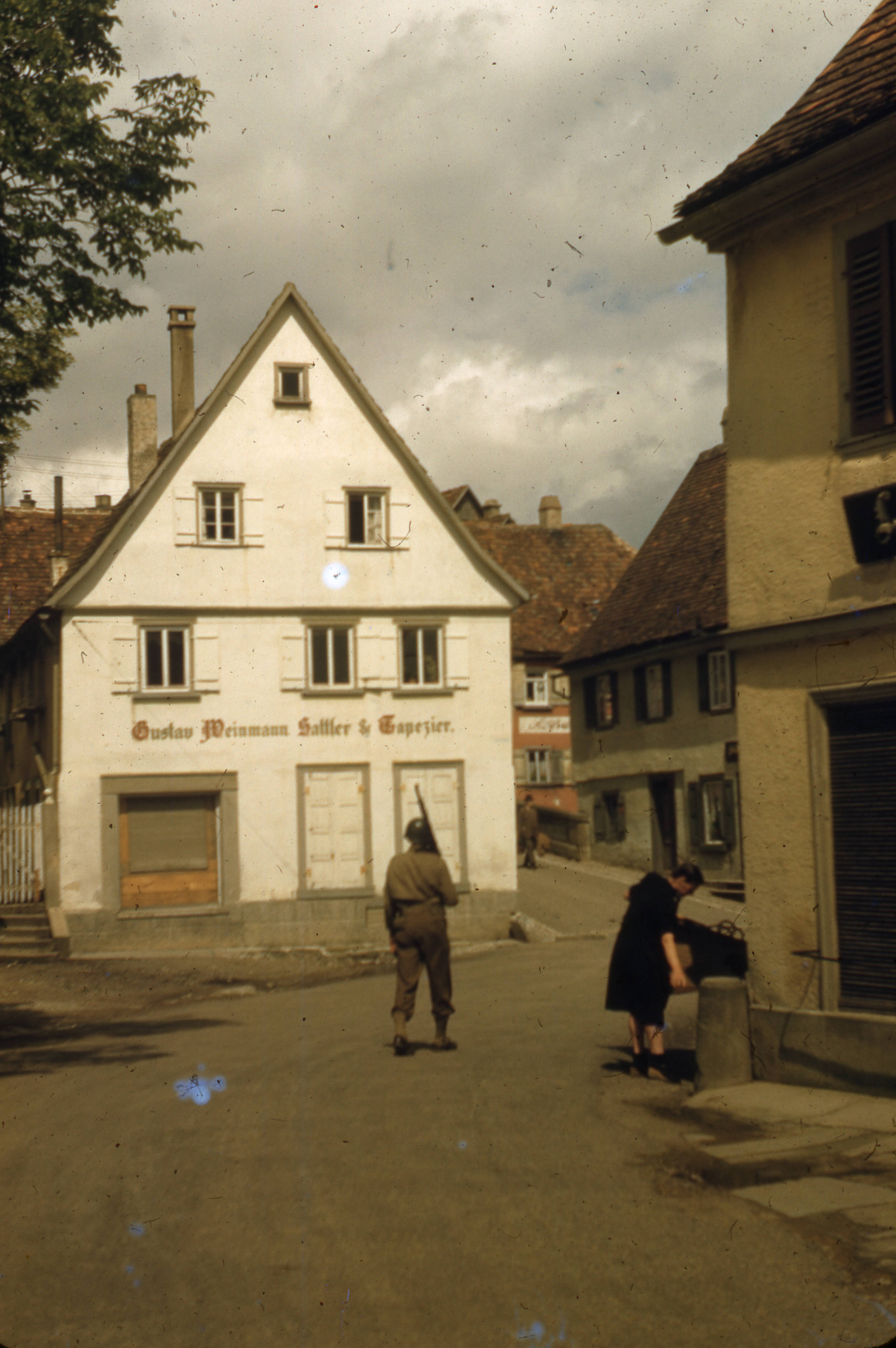
Straßenansicht
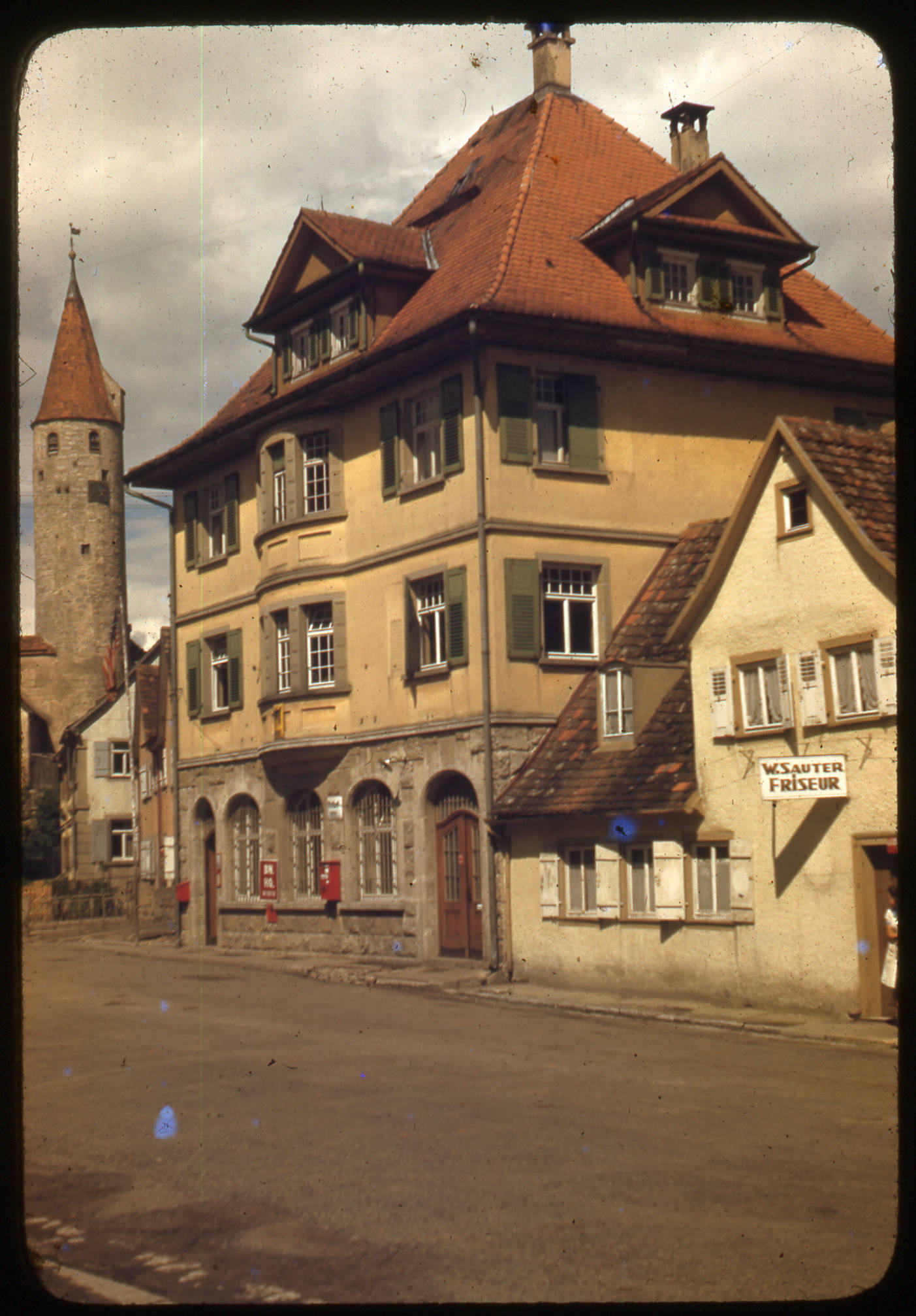
Heutige Alte Post
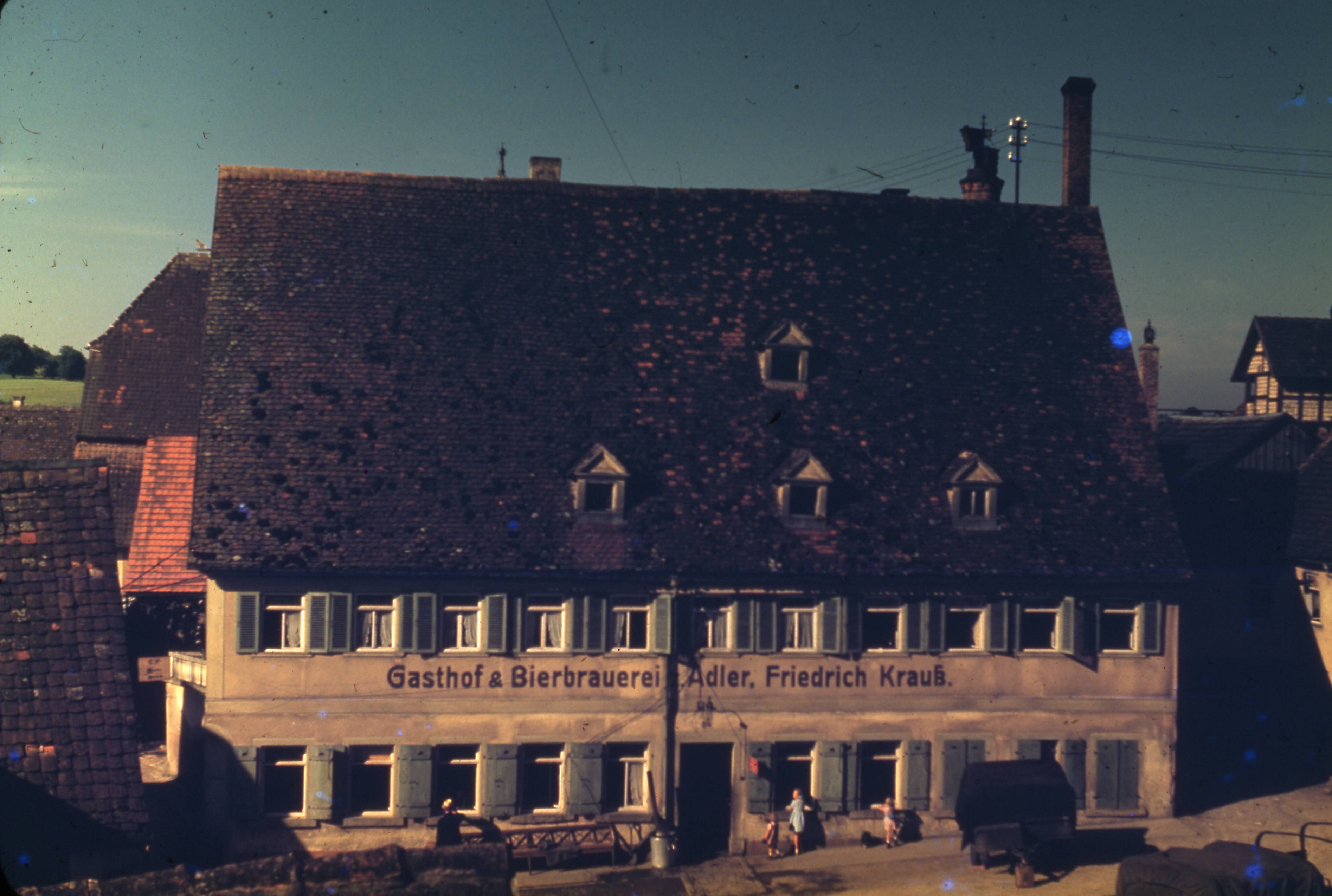
Gasthof Adler

## Politik

### Gemeinderat
Der Gemeinderat in Kirchberg an der Jagst hat 14 Mitglieder. Er besteht aus den gewählten ehrenamtlichen Gemeinderäten und dem Bürgermeister als Vorsitzendem. Der Bürgermeister ist im Gemeinderat stimmberechtigt. Die Kommunalwahl am 9. Juni 2024 führte zu folgendem vorläufigen Endergebnis. Die Wahlbeteiligung betrug 63,64 %.
| Liste                         | Stimmenanteil    | Sitze            | Ergebnis 2019 |
| Aktive Bürger                 | 60,42 %          | 8                | 6 Sitze       |
| Unabhängige Wählervereinigung | 39,58 %          | 6                | 5 Sitze       |
| Unabhängige Grüne Liste (UGL) | nicht angetreten | nicht angetreten | 3 Sitze       |

### Bürgermeister
Bürgermeister ist seit dem 1. September 2024 Axel Rudolph. Er wurde am 30. Juni 2024 mit 66,5 Prozent der Stimmen gewählt. Zuvor war von 2008 bis 2024 Stefan Ohr Bürgermeister.

### Wappen
Die Blasonierung des Wappens lautet: „In Silber ein aufgerichteter schwarzer Löwe, in den Pranken eine doppeltürmige rote Kirche mit Dachreiter haltend.“ Es ist ein Redendes Wappen, da es mit der Kirche Bezug auf den Namen nimmt, und mit den Farben Schwarz-Silber sowie dem Wappentier Bezug auf das Stammwappen der früheren Residenzherren nimmt, des Hauses Hohenlohe.

### Städtepartnerschaften
Seit 2006 besteht eine Patenschaft mit Weißensee.

## Fotos

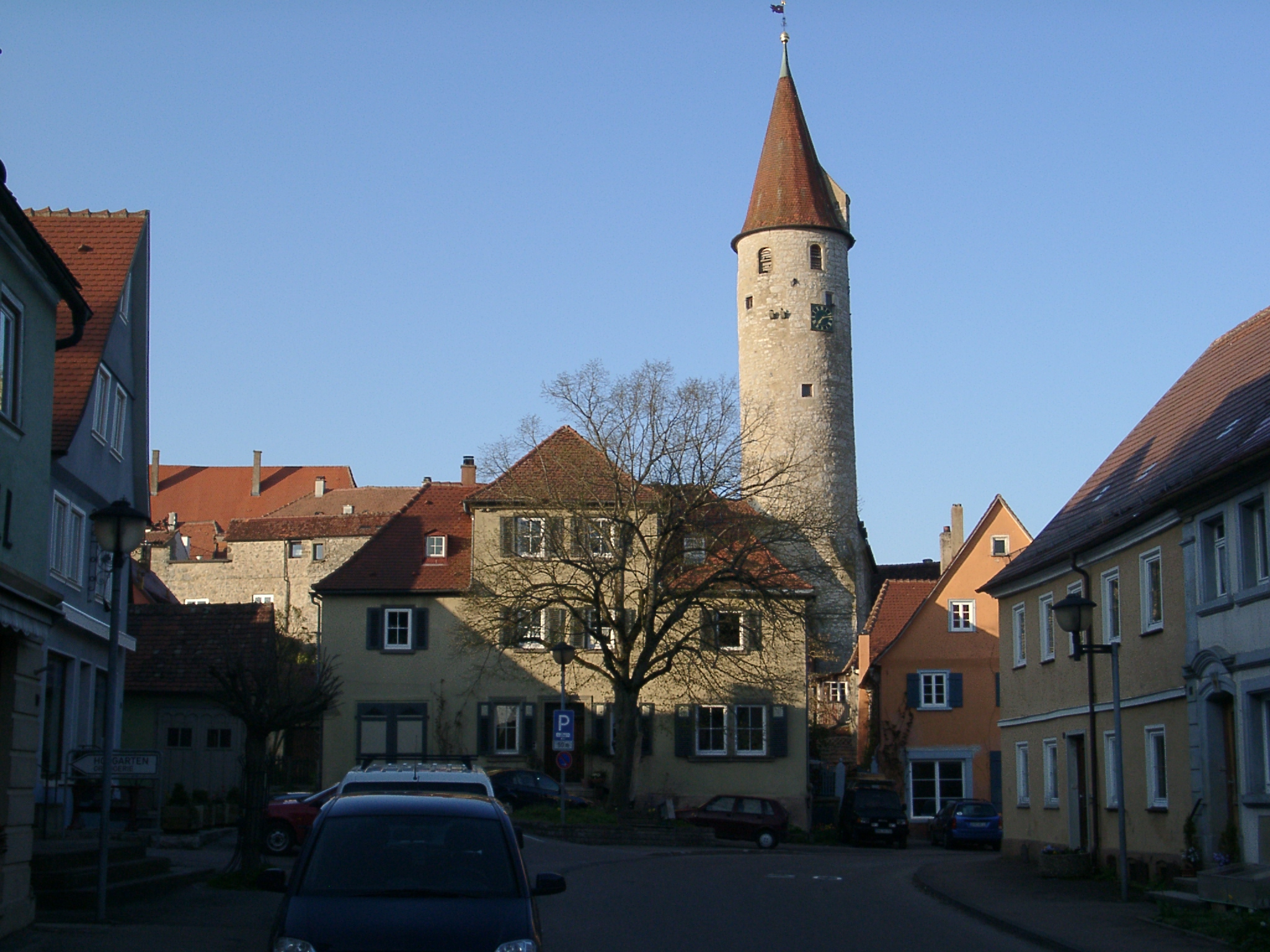
Das Wahrzeichen der Stadt, der 45 m hohe Stadtturm
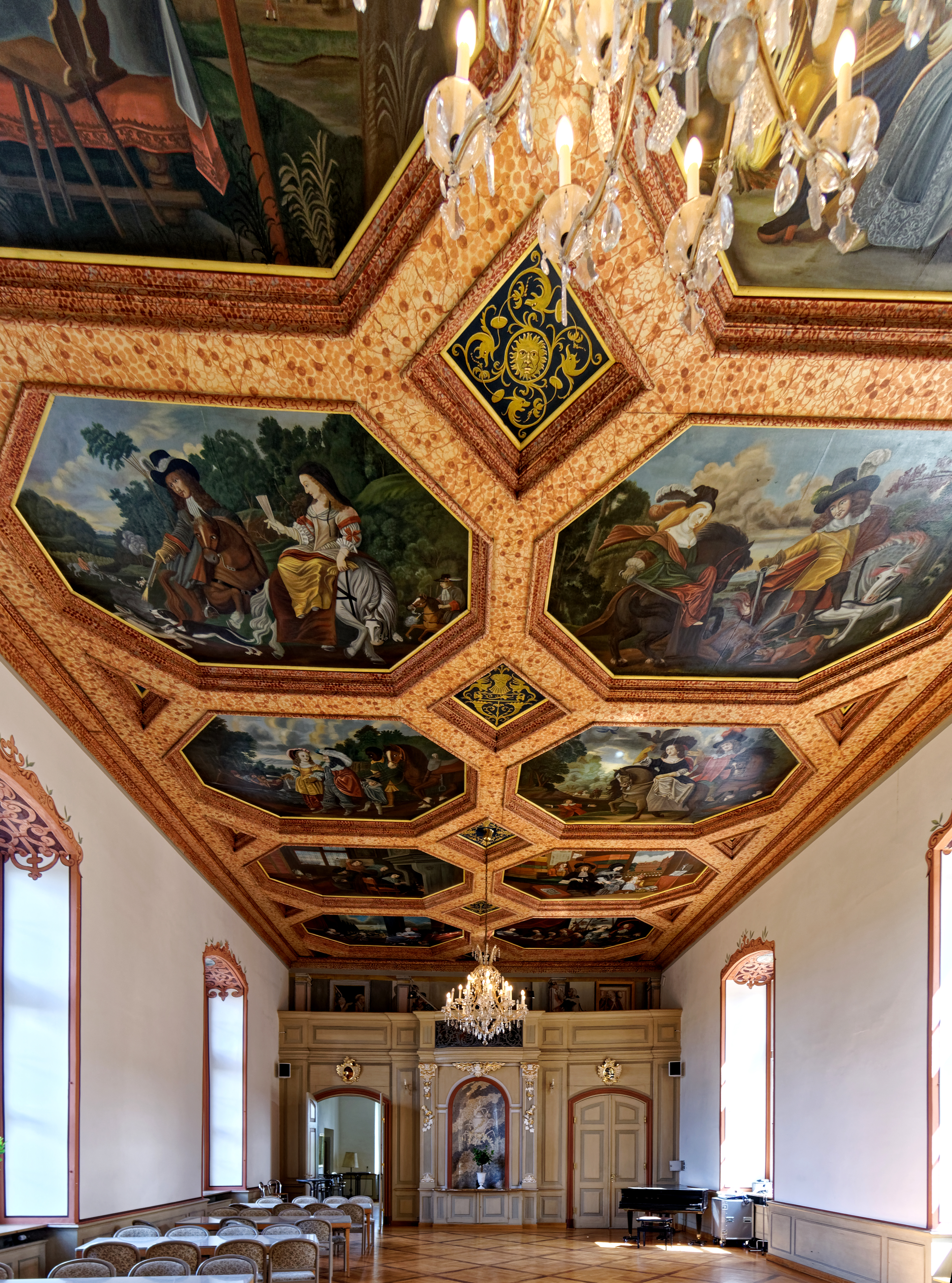
Der Rittersaal im Schloss Kirchberg.
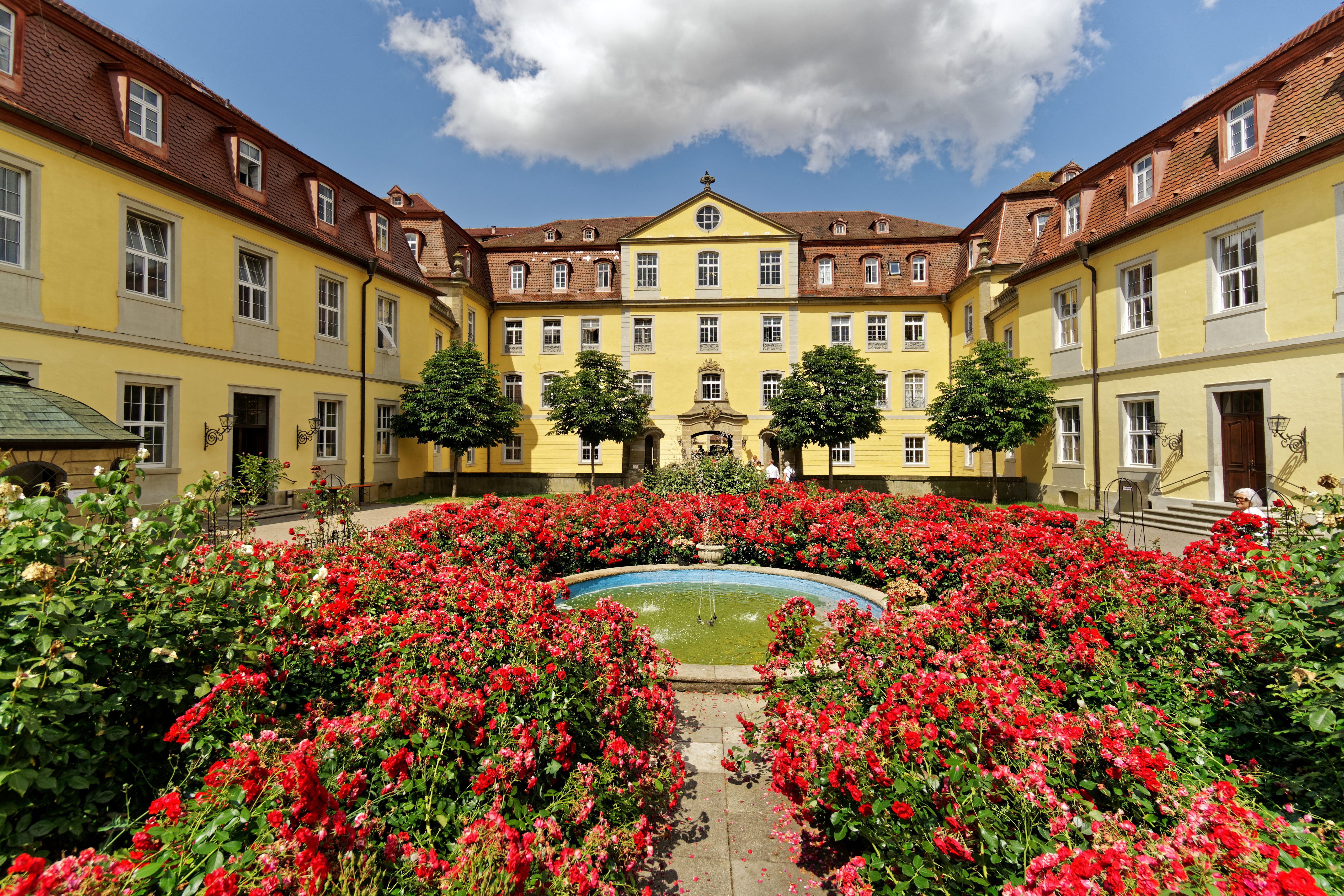
Schloss
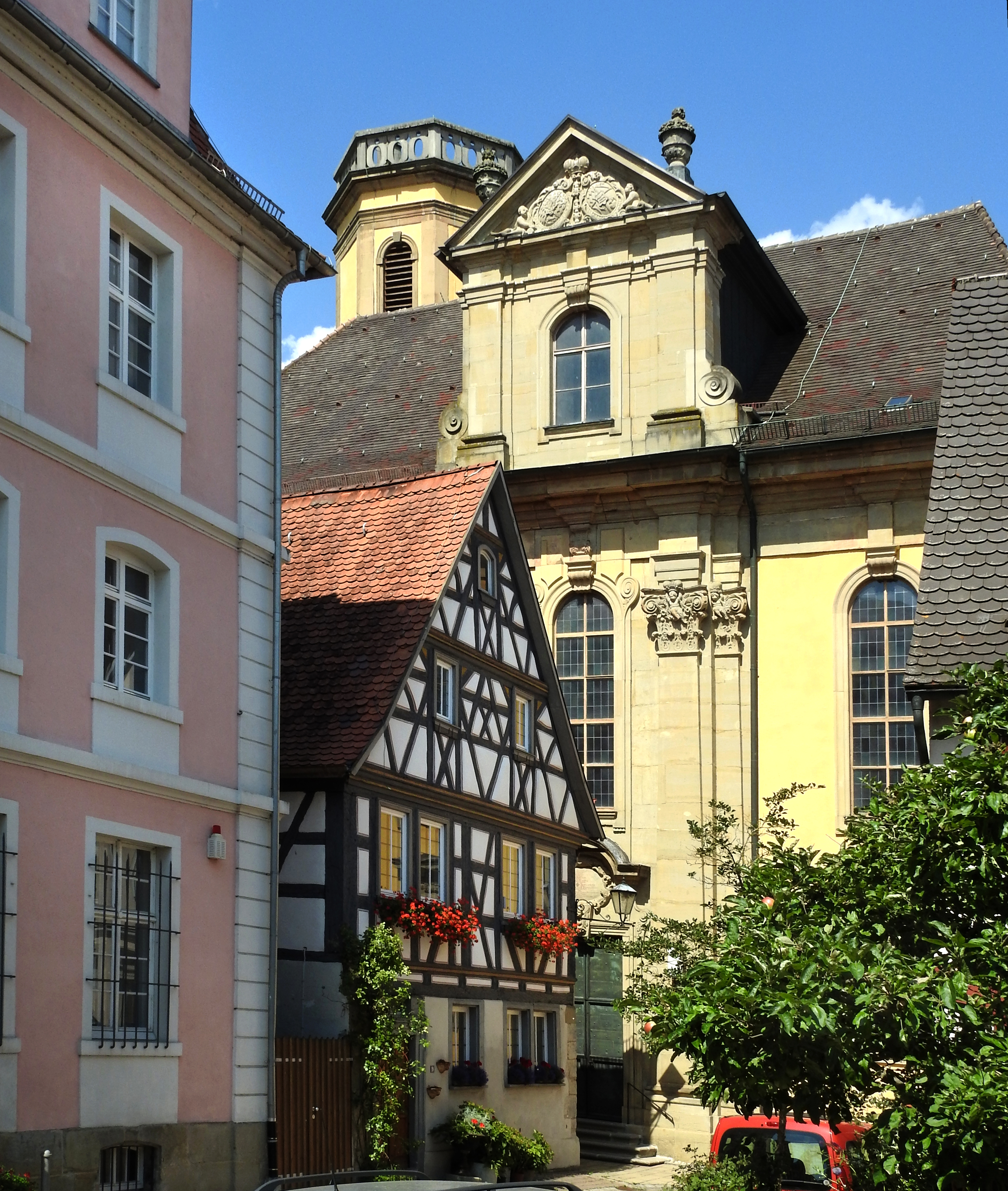
Evangelische Stadtkirche
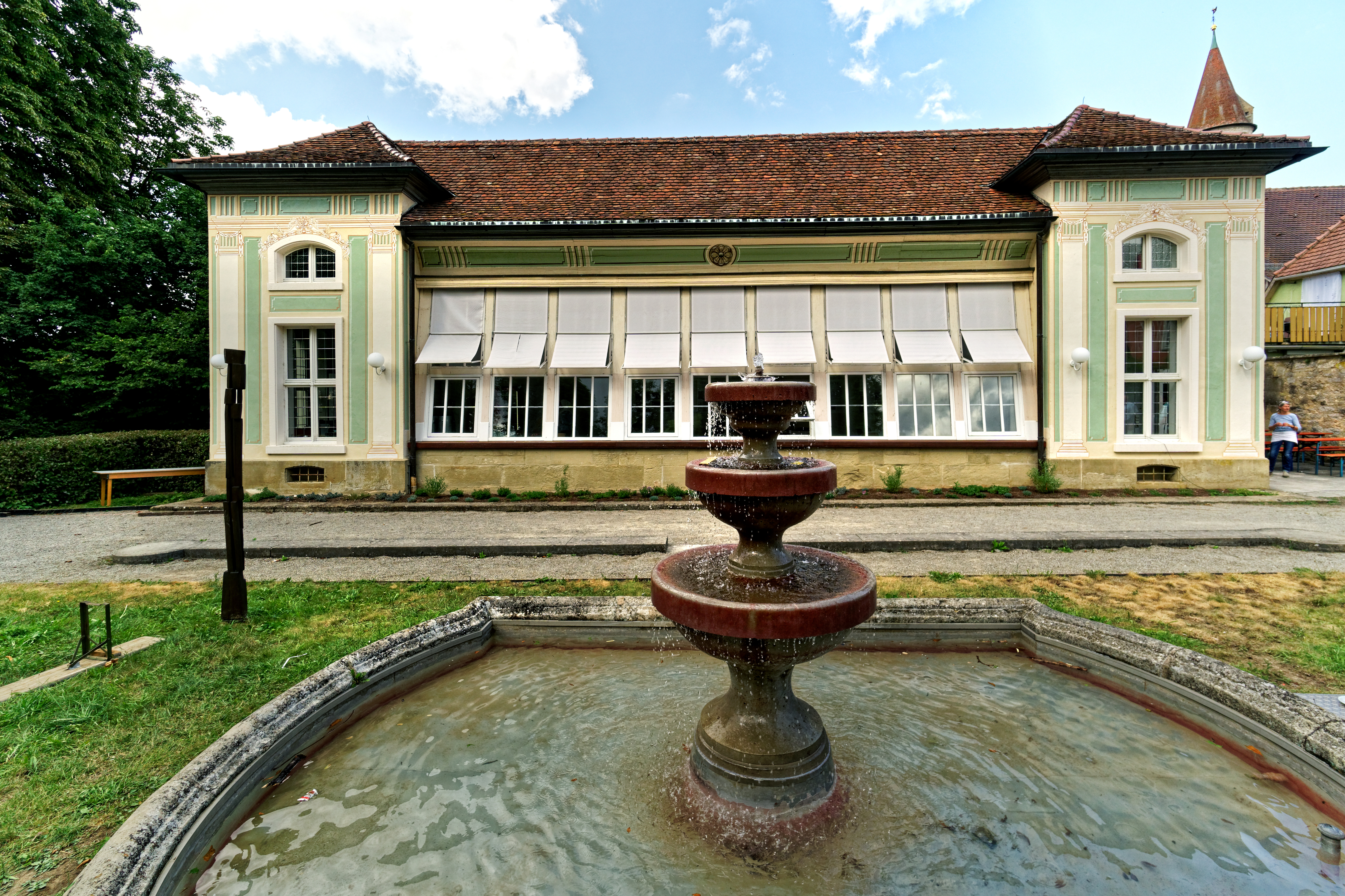
Der Hofgarten
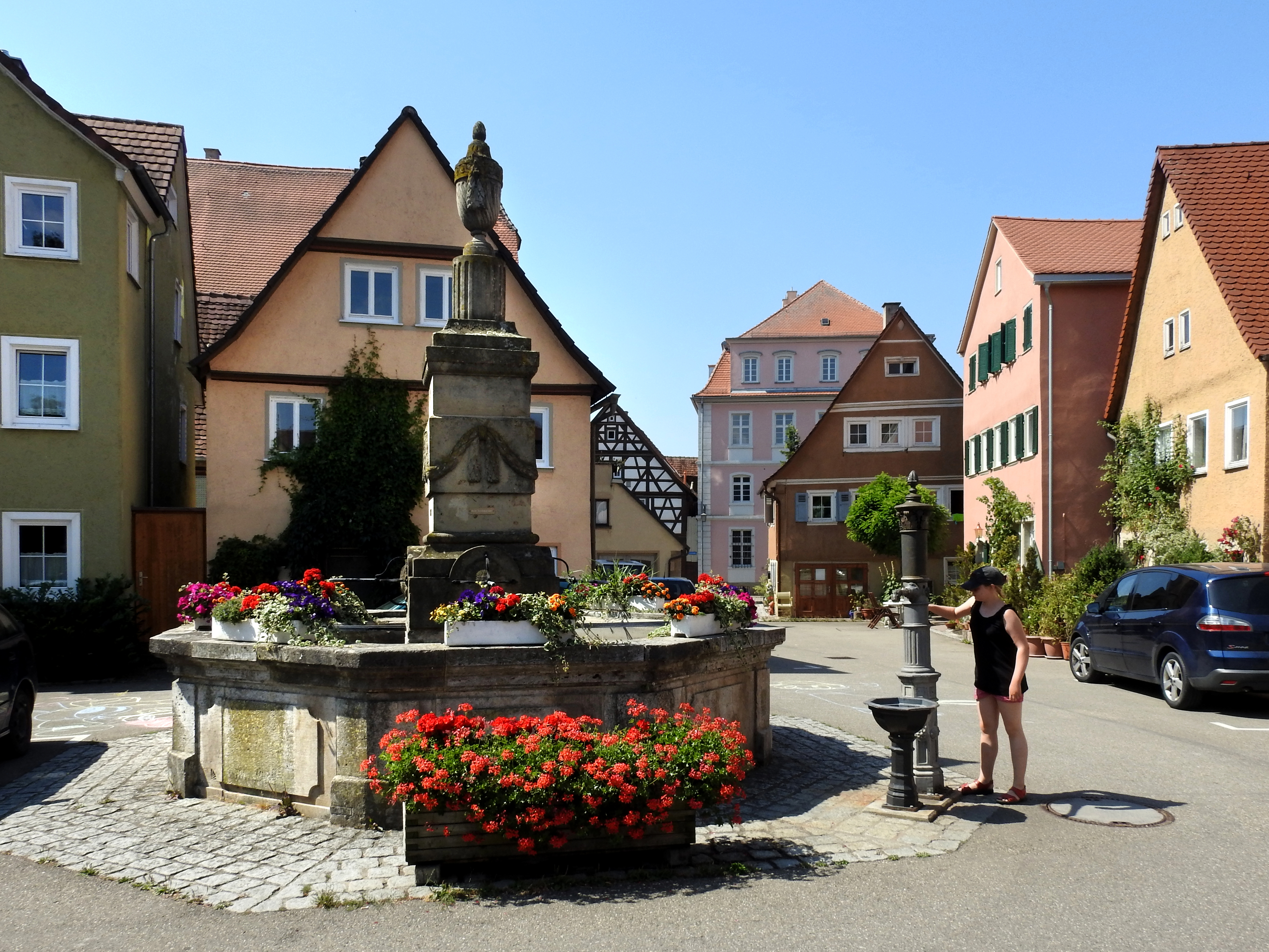
Brunnen im Zentrum von Kirchberg.
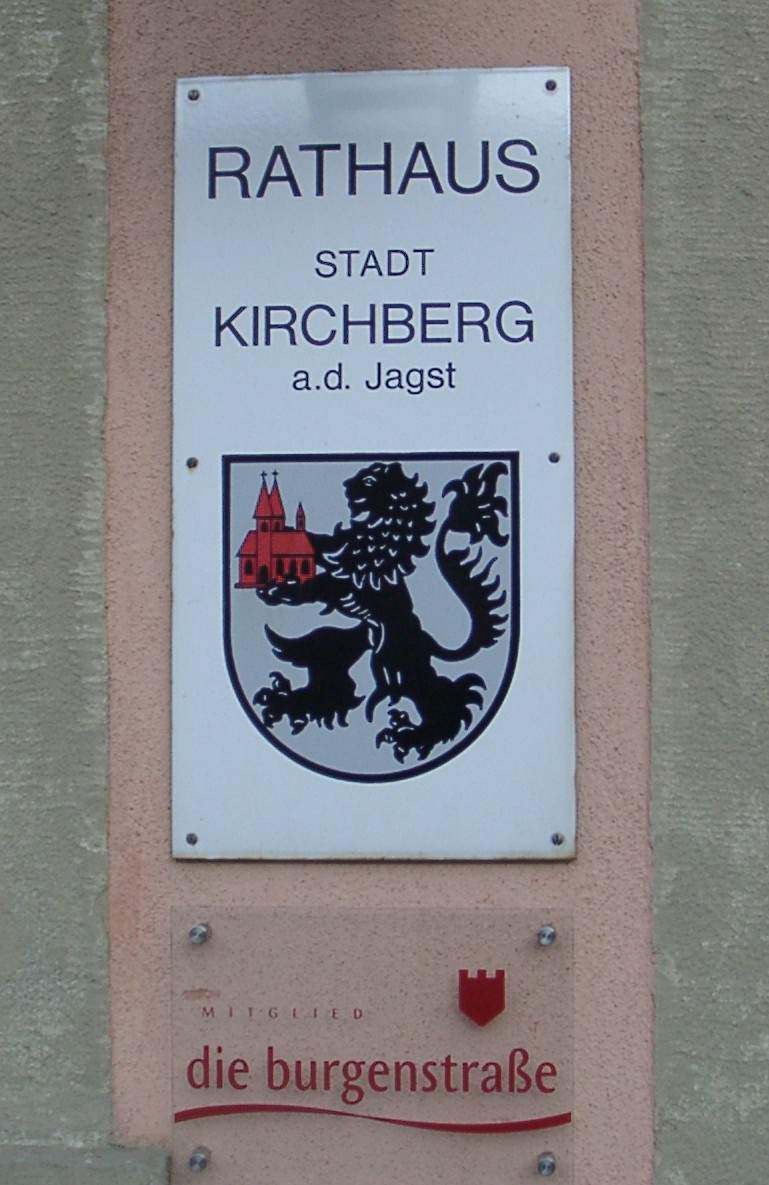
Wappen am Rathaus
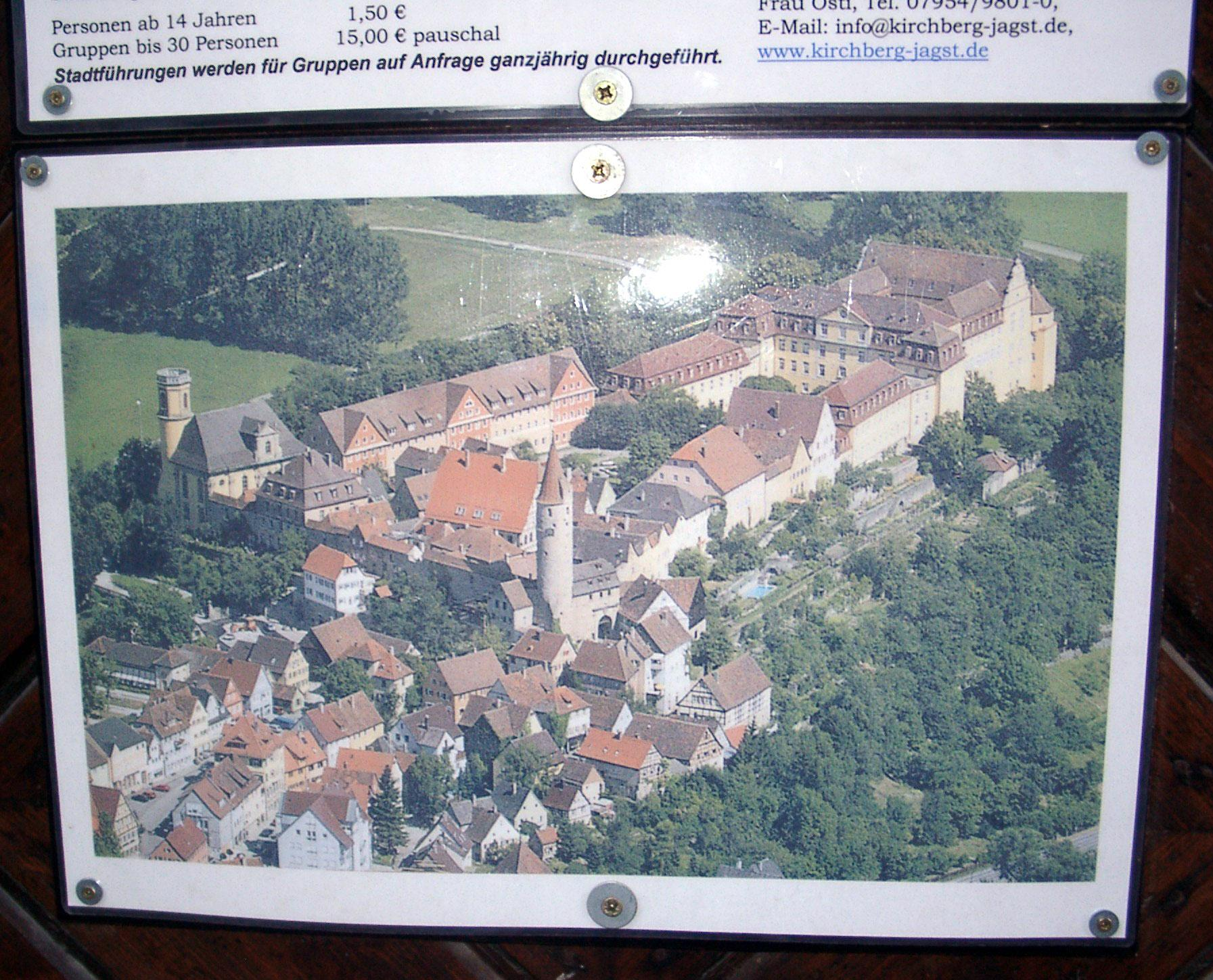
Luftbild auf Informationstafel

## Kultur und Sehenswürdigkeiten

### Bauwerke

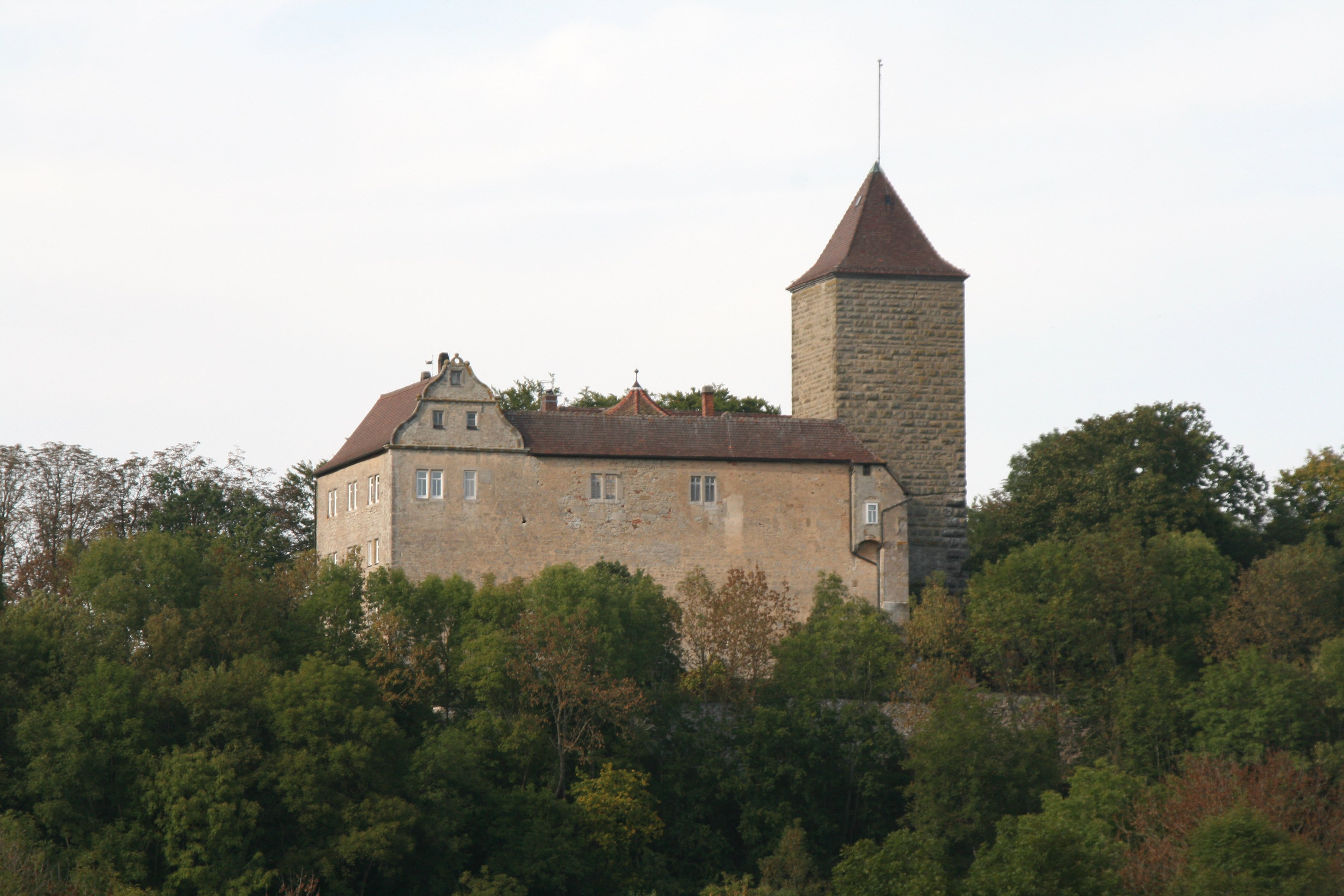
Schloss Hornberg

Im historischen Stadtkern von Kirchberg, der als Gesamtanlage Kirchberg/Jagst unter Denkmalschutz steht, sind zahlreiche Baudenkmäler erhalten.
- Schloss Kirchberg, ehemaliges Residenzschloss der Fürsten von Hohenlohe-Kirchberg
- Evangelische Stadtkirche von 1731 mit Innenausstattung im Stil des Art déco
- Stadtturm von 1400
- Stadttor von 1774
- Kornhaus von 1490
- Sandelsches Museum (Stadtmuseum) im Gebäude der Lateinschule von 1748
- Fünfjochige Steinbogenbrücke über die Jagst.
- Jugendstilkirche (Evangelische Pfarrkirche) im Stadtteil Gaggstatt, 1904 von Theodor Fischer erbaut.[22]
- Evangelische Pfarrkirche St. Stephanus im Stadtteil Lendsiedel mit Barockorgel (1702); Älteste Orgel Baden-Württembergs[23]
- Romanische Burgkapelle im Stadtteil Lobenhausen
- Burg Lobenhausen im Stadtteil Lobenhausen
- Nikolauskirche im Stadtteil Mistlau, mit gotischen Wandmalereien
- Schloss Hornberg im Stadtteil Hornberg

### Landschaft
- Alte Jagstschlinge bei Lobenhausen. Auf dem Umlaufberg steht die Burgruine.
- Alte Jagstschlinge südöstlich von Mistlau. Am Umlaufberg und am nahen Kropfberg nördlich davon liegen alte Steinbrüche mit aufgeschlossenen Haßmersheimer Schichten.
- Alte Jagstschlinge unmittelbar östlich der Kirchberger Talsteige. Auf dem Umlaufberg Sophienberg liegt ein historischem Landschaftspark.

## Veranstaltungen / Märkte
- Stadtfeiertag/Februarmarkt, am 4. Samstag im Februar
- Büchermarkt, am dritten Samstag im Juni
- Hofgartenfest, am 3. Wochenende im Juli
- Weihnachtsmarkt, am 2. Adventswochenende

## Verkehr
Kirchberg liegt an der A 6 und besitzt eine eigene Anschlussstelle. Die Entfernung zur Kreisstadt Schwäbisch Hall beträgt etwa 25 km, nach Crailsheim sind es 12 km. Buslinien verbinden Kirchberg mit Schwäbisch Hall, Crailsheim, Rot am See und Gerabronn sowie einigen nahen Dörfern und Weilern.
Durch Kirchberg an der Jagst führt als touristischer Landes-Radfernweg der Kocher-Jagst-Radweg. Er ist ein Rundkurs entlang der beiden Flüsse Kocher und Jagst zwischen Bad Friedrichshall und einer Querverbindung zwischen den Tälern bei Aalen (Stadtteil Unterkochen) und Lauchheim.

## Bildung

### Kindergärten
In Kirchberg gibt es drei städtische Kindergärten (in Kirchberg, Gaggstatt und Lendsiedel), einen evangelischen Kindergarten und einen Waldorfkindergarten.

### Schulen
- August-Ludwig-Schlözer-Schule Kirchberg, Grund-, Haupt- und Realschule
- Schloss-Schule, staatlich anerkanntes Gymnasium mit Internat
- Bibelschule Kirchberg im Ortsteil Hornberg
- Johannes-Gutenberg-Schule, Förderschule im Ortsteil Gaggstatt

## Persönlichkeiten

### Söhne und Töchter der Stadt
- Karl August zu Hohenlohe-Kirchberg (1707–1767), Landesherr in Hohenlohe-Kirchberg
- Christian Friedrich Karl zu Hohenlohe (1729–1819), Fürst zu Hohenlohe-Kirchberg, Erbreichsmarschall und Standesherr
- Friedrich Wilhelm zu Hohenlohe-Kirchberg (1732–1796), kaiserlicher Feldzeugmeister
- August Ludwig von Schlözer (1735–1809), Historiker, Pädagoge und Statistiker (geboren in Gaggstatt)
- Friedrich Eberhard zu Hohenlohe-Kirchberg (1737–1804), württembergischer Oberstleutnant, Kirchenlieddichter
- Carl Ludwig Junker (1748–1797), Komponist, Theoretiker, Pädagoge und Theologe
- Friedrich Karl zu Hohenlohe-Kirchberg (1751–1791), württembergischer Offizier
- Johann Carl Schnerr (1764–1813), deutscher Gastwirt und Abgeordneter
- Karl Ludwig Stockhorner von Starein (1773–1843), badischer Generalleutnant
- Heinrich Stürmer (1775–1857), Maler
- Karl Friedrich Ludwig zu Hohenlohe (1780–1861), württembergischer Generalleutnant, Fürst zu Hohenlohe-Kirchberg, Erbreichsmarschall und Standesherr
- Georg Ludwig Moritz zu Hohenlohe-Kirchberg (1786–1836), Standesherr des Königreichs Württemberg
- Sigmund Gundelfinger (1846–1910), Professor der Mathematik in Darmstadt, Vater von Friedrich Gundolf
- Friedrich Hindenlang (1867–1937), geboren in Hornberg an der Jagst, Pfarrer, Kirchenrat und Autor
- Friedrich Gustav Jaeger (1895–1944), Offizier, Widerstandskämpfer im Zweiten Weltkrieg
- Karl Schumm (1900–1976), württembergischer Lehrer, autodidaktischer Volkskundler, Autor und fürstlich-hohenlohischer Archivar, Gründer des Hohenlohe-Zentralarchivs in Neuenstein
- Georg Harro Schaeff-Scheefen (1903–1984), Schriftsteller und Historiker
- Helmut Prassler (1923–1987), Politiker (CDU), MdB (geboren in Gaggstatt)